# Ryoan-ji

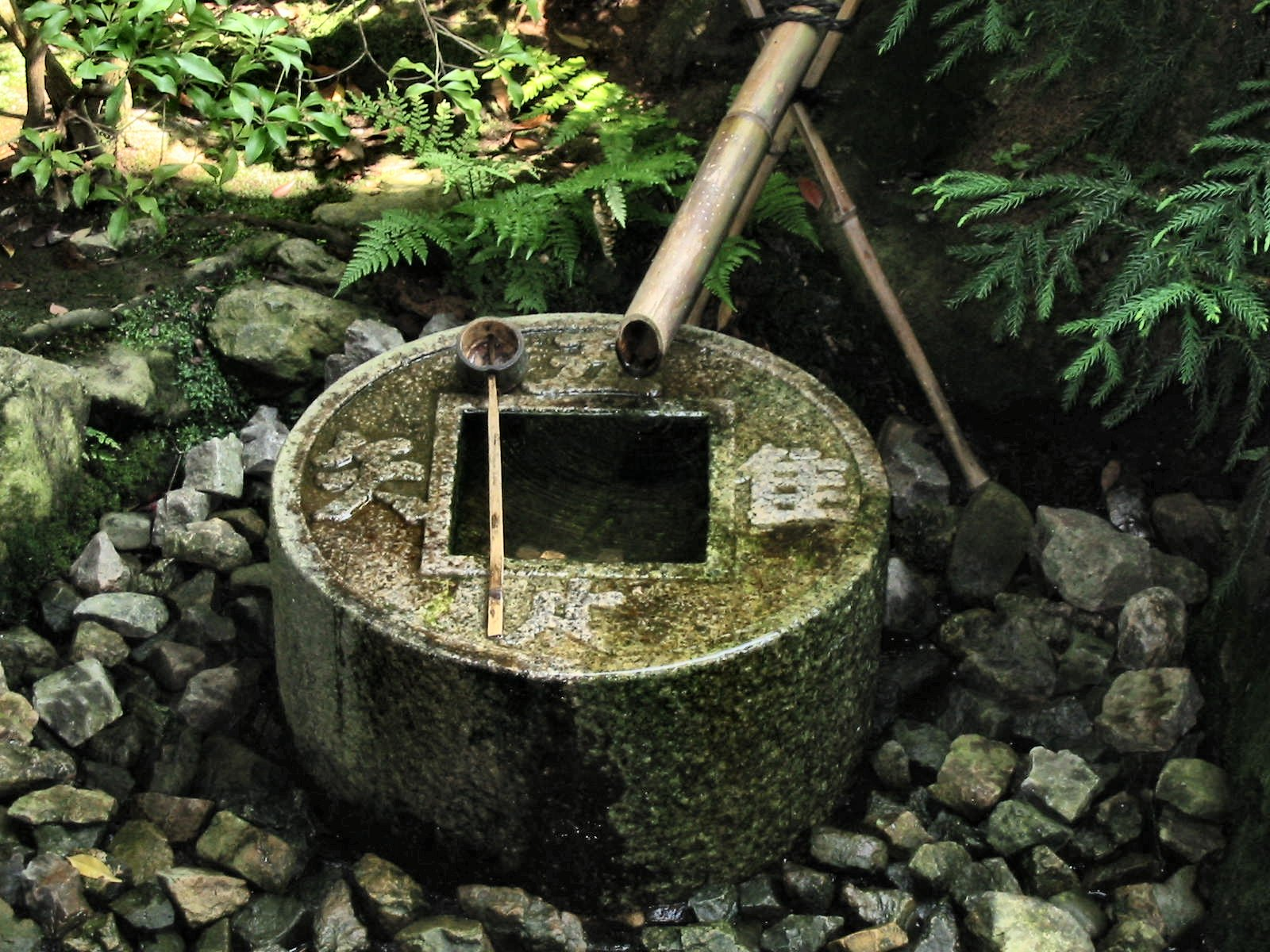
Waterschaal met scheplepel in tuin. Deze schalen worden in Japan gebruikt om de handen te wassen voor men een tempel binnentreedt.

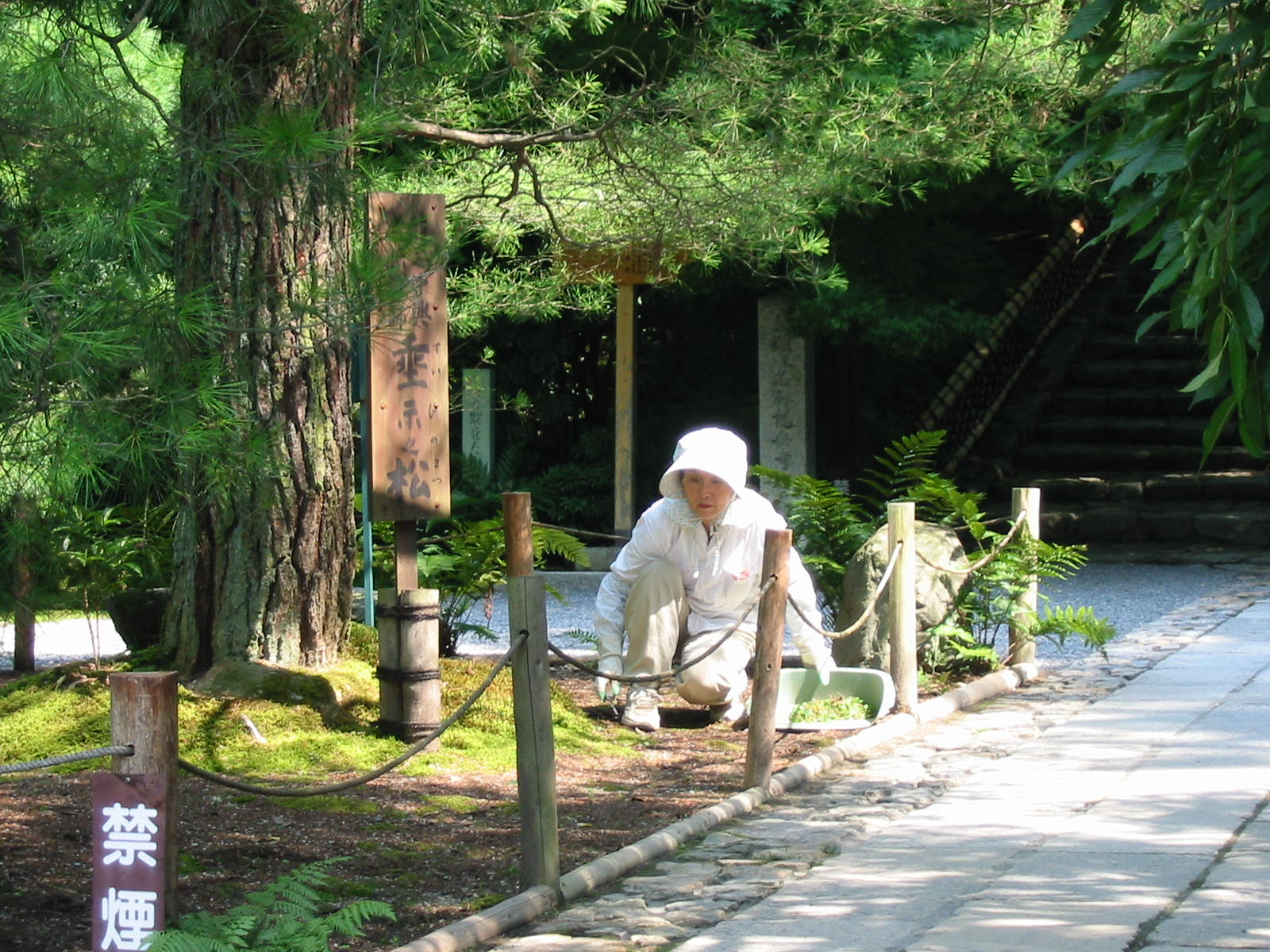
Japanse vrouw is bezig het onkruid uit het mos te verwijderen

Ryoan-ji (Japans: 龍安寺) is een boeddhistische tempel in Kyoto, Japan. De naam staat in het Nederlands voor "Tempel van de Vreedzame Draak". De tempel behoort tot de Myoshinji-school van de Rinzai-tak van het Zen-boeddhisme. De tempel is in 1473 gesticht door Hosokawa Katsumoto.

## Zentuin
De tempel is vooral beroemd vanwege zijn Japanse steentuin, een mooi voorbeeld van de Karesansu-stijl. Deze tempel had de eerste Zen-tuin. De ontwerper van de tuin is onbekend. In 1486 werd Kioto door brand verwoest en moest de tempel herbouwd worden. Op dat moment werd de rotstuin toegevoegd om de monniken een plaats ter meditatie te bieden. Er wordt gezegd dat het kijken naar de tuin een kalmerend effect heeft, maar vaak is het druk met toeristen. De tuin is 10 x 30 meter groot en bevat vijftien stenen, die uit een zee van witte kiezelstenen uitrijzen. De kiezels worden dagelijks aangeharkt. Vanaf elk punt rond de tuin zijn altijd slechts veertien stenen gelijktijdig te zien. Bij het bereiken van verlichting zouden alle stenen tegelijk waargenomen kunnen worden, maar de feitelijke betekenis van de tuin is onbekend.
Rondom de zentuin bevindt zich een met olie ingewreven aarden muur, die als Japans nationaal erfgoed is aangewezen. Doordat gedurende de eeuwen de olie plaatselijk uit de muur is verdwenen, heeft de muur een onregelmatig gekleurd oppervlak gekregen.

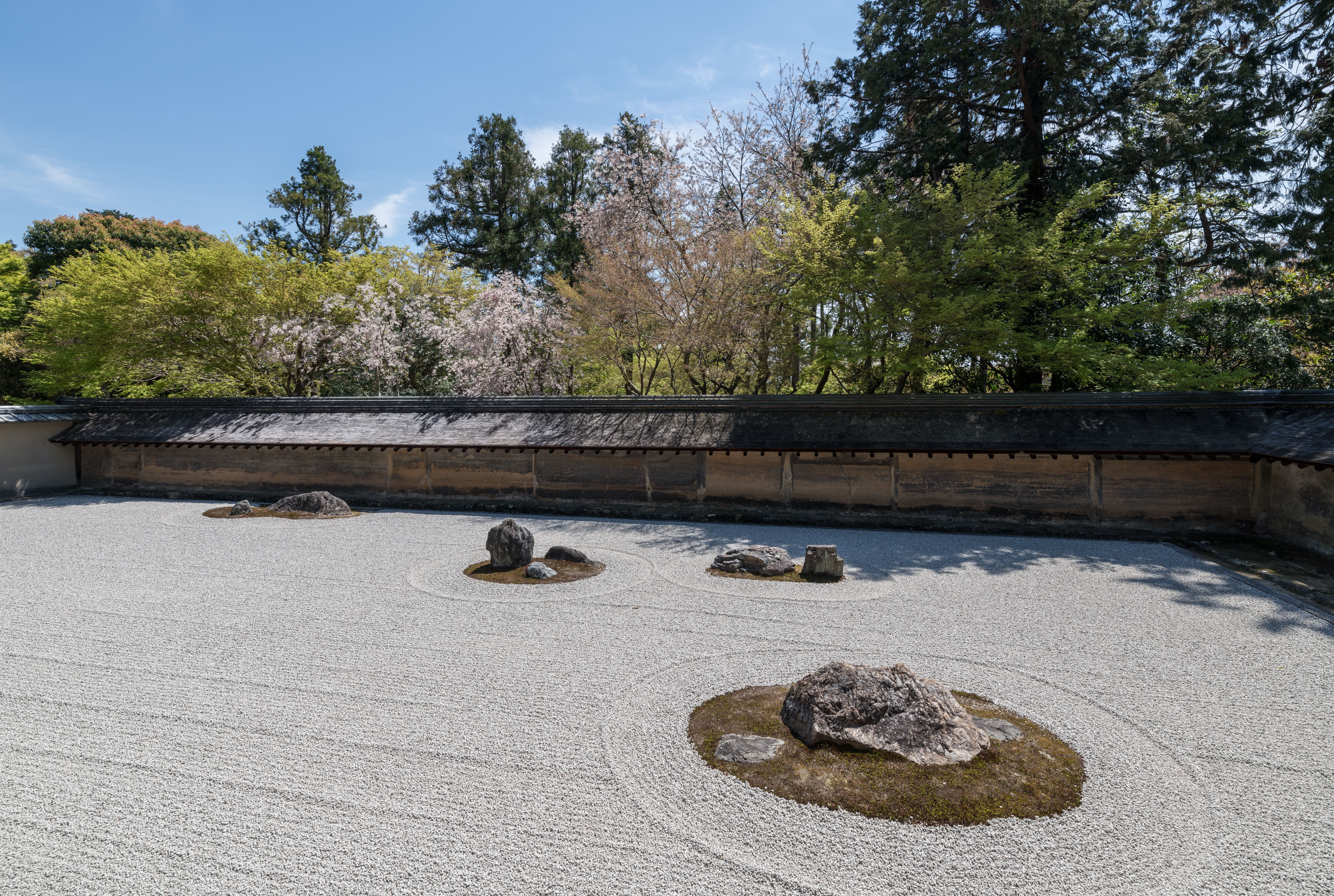
Een deel van de zentuin
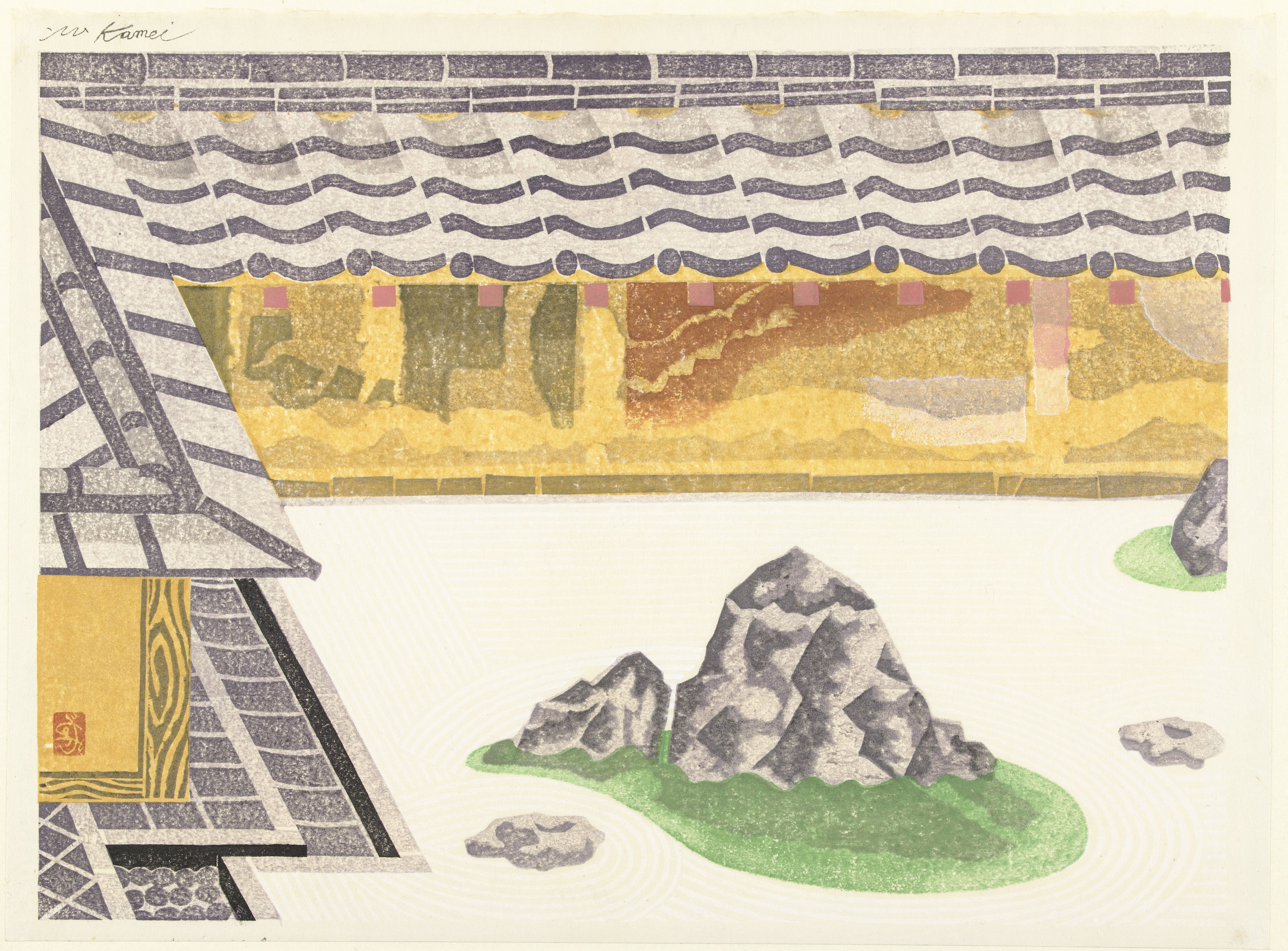
Prent van Ryoan-ji door Kamei Tôbei

## Japanse tuin
Buiten de eigenlijke tempel bevindt zich een grote, parkachtige tuin, met onder meer een vijver met roze waterlelies en een oude houten brug. Deze tuin wordt intensief onderhouden, waarbij met name het onkruid uit het mos wordt verwijderd.
Nabij het theehuis is een beroemde stenen waterbassin (tsubakai), waar het water continu stroomt. Het bassin is te gebruiken voor een rituele reiniging, waarbij men de handen was met het pure water. De karakters op het bassin, 五, 隹, 止, 矢, krijgen een betekenis in combinatie met de vierkante opening, die gezien kan worden als het karakter voor 'mond' (kuchi, 口). Gezamenlijk worden ze 吾, 唯, 足, 知 (het karakter voor mond komt dus onder het eerste karakter, links van de volgende, boven de volgende en rechts van de laatste, met de klok mee. Nu kan men lezen "ware, tada taru, shiru", dat in een zin "Ik alleen voldoende kennen " (吾 = ware = ik, 唯 = tada = alleen of slechts, 足 = taru = voldoende, genoeg of verdienend, 知 = shiru = kennen) wat met een poëtisch oog zoiets betekent als "Ik ken slechts wat ik verdien". In de Buddhistische leer kan deze uitspraak helpen om in te zien dat men al heeft wat men nodig heeft.
Kamo-schrijn · Shimogamo-jinja · Tō-ji · Kiyomizu-dera · Enryaku-ji · Daigo-ji · Ninna-ji · Byōdō-in · Ujigami-schrijn · Kōzan-ji · Saihō-ji · Tenryū-ji · Kinkaku-ji · Ginkaku-ji · Ryoan-ji · Hongan-ji · Kasteel Nijō
- Bibliothèque nationale de France: cb16255132g (data)
- Bibliotheek van het Japanse parlement: 00647837
- Virtual International Authority File: 168403064